# Mukerian
Mukerian là một thành phố và là nơi đặt hội đồng đô thị (municipal council) của quận Hoshiarpur thuộc bang Punjab, Ấn Độ.

## Địa lý
Mukerian có vị trí 31°57′B 75°37′Đ / 31,95°B 75,62°Đ Nó có độ cao trung bình là 245 mét (803 feet).

## Nhân khẩu
Theo điều tra dân số năm 2001 của Ấn Độ, Mukerian có dân số 21.379 người. Phái nam chiếm 52% tổng số dân và phái nữ chiếm 48%. Mukerian có tỷ lệ 77% biết đọc biết viết, cao hơn tỷ lệ trung bình toàn quốc là 59,5%: tỷ lệ cho phái nam là 80%, và tỷ lệ cho phái nữ là 74%. Tại Mukerian, 11% dân số nhỏ hơn 6 tuổi.